# Thibau Nys
Thibau Nys   (Bonheiden, 12 de novembre de 2002) és un ciclista belga, professional des del 2022. Combina el ciclocròs amb el ciclisme en ruta. Actualment corre a l'equip WorldTeam Lidl-Trek en carretera i al Baloise-Trek Lions en ciclocròs. És fill de Sven Nys, un dels més grans corredors de ciclocròs de tots els temps.
Nys va seguir les passes del seu pare, destacant en el ciclocròs des de ben petit. En aquesta modalitat destaquen tres títols belgues i un europeu de ciclocròs en les categories juvenils. El 2020 va guanyar el campionat del món júnior i el 2023 guanyà el campionat del món sub-23.
En carretera fitxà pel Trek-Segafredo l'agost de 2022. El novembre de 2023 l'equip anuncià la renovació del seu contracte fins al 2026. En carretera destaca el Campionat d'Europa sub-23 de 2021 i la Volta a Hongria de 2024.

## Palmarès en ciclocròs
- 2019-2020
  -  Campió del món de ciclocròs júnior
  -  Campió d'Europa de ciclocròs júnior
  -  Campió belga de ciclocròs júnior
  - 1r a la Copa del món de ciclocròs júnior
  - 1r al Superprestige júnior
- 2022-2023
  -  Campió del món sub-23
  - 1r a la Copa del món de ciclocròs sub-23
- 2024-2025
  -  Campió d'Europa de ciclocròs
  -  Campió belga de ciclocròs

## Palmarès en ruta
- 2021
  -  Campió d'Europa sub-23
  - Vencedor de 2 etapes a la Volta al Brabant flamenc
  - Vencedor de 2 etapes a la Volta a la província de Namur
- 2022
  - 1r a la Fletxa del Sud i vencedor d'una etapa
- 2023
  - 1r al Gran Premi del cantó d'Argòvia
  - Vencedor d'una etapa a la Volta a Noruega
- 2024
  - 1r a la Volta a Hongria i vencedor de 2 etapes
  - Vencedor d'una etapa al Tour de Romandia
  - Vencedor d'una etapa a la Volta a Noruega
  - Vencedor d'una etapa a la Volta a Suïssa
  - Vencedor de 3 etapes a la Volta a Polònia
- 2025
  - 1r al Gran Premi Miguel Indurain

### Resultats al Tour de França
- 2025. 116è de la clasificació general